# Edris Rice-Wray
Kenny Roushan Rice-Wray Simon (ur. 21 stycznia 1904 roku w Nowym Jorku, USA, zm. 19 lutego 1990 roku w San Andrés Cholula, Puebla, Meksyk) – pionierka w dziedzinie badań medycznych, które pomogły stworzyć doustne środki antykoncepcyjne. Pracowała również nad innymi formami antykoncepcji.
Otrzymała nagrodę za "wiedzę, mądrość i odwagę" od uniwersytetu Michigan w 1967 roku. W rankingu "The Wall Street Journal"- Home Journal z 1971, została nazwana przez Donalda Robinsona jedną z 75 najważniejszych kobiet w Ameryce.
Studiowała w Vassar college, a jej specjalnością była medycyna zdrowia publicznego na uniwersytecie w Michigan. Zrobiła karierę jako lekarz w Northwestren University, pracowała długo jako specjalistka w dziedzinie zdrowia publicznego. Uczęszczała także na Cornell University, gdzie była członkiem zgromadzenia Alfa Fi.
Była wykładowcą w Puerto Rico w szkole medycznej i dyrektorem medycznym w Stowarzyszeniu Planowania Rodziny w Puerto Rico. Przewodniczyła pierwszemu zakrojonemu na szeroką skalę badaniu klinicznemu, trwającemu już od ponad 17 lat, do czasu, gdy ONZ wezwało ją do pracy w Meksyku, gdzie założyła w 1959 pierwszą klinikę planowania rodziny w Meksyku. Magazyn Nowego Meksyku "El Universal" określił "to jest pierwszą klinikę planowania rodziny w Ameryce Łacińskiej". Następnie odwiedziła kilka meksykańskich kobiet i ich rodzin ze Stowarzyszenia Prosalud Maternal Clinic, założonego w 1963 roku w Meksyku, gdzie była dyrektorem. Nadzorowała badaniu klinicznemu na dużą skalę, pierwszej tabletki antykoncepcyjnej w końcu lat 1950.

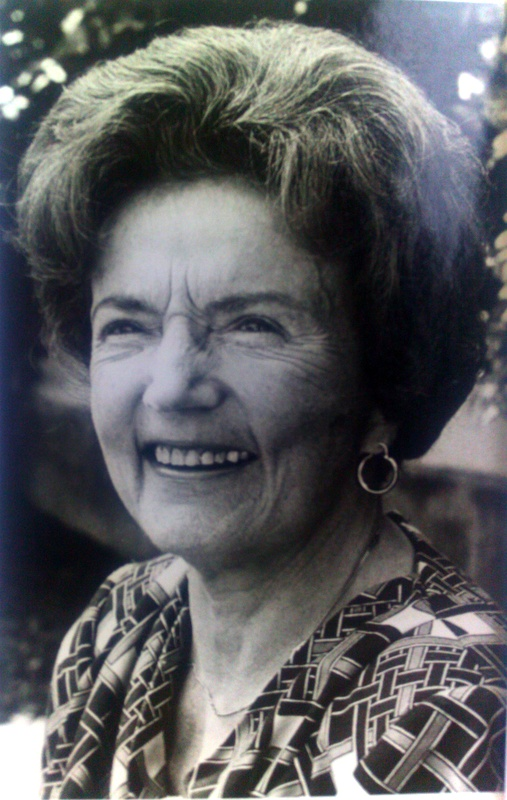
Dr Rice-Wray na konferencji w Mexicali

## Praca
Do jej obowiązków należało informowanie o postępach nad tabletką antykoncepcyjną. By sprawdzić jej bezpieczeństwo, należało przeprowadzić badania z udziałem ludzi, Puerto Rico zostało wybrane jako miejsce badań w 1955 roku, częściowo dlatego, że była tam obecna sieć klinik oferujących kontrolę urodzeń dla kobiet o niskich dochodach. Testy rozpoczęły się w 1956 roku, niektóre kobiety stosowały "pigułkę" (Enovid) i Dr Rice-Wray napisała Gregory'emu Goodwin Pincusowi (amerykański biolog i naukowiec, który stał się jednym z wynalazców kombinowanych, doustnych środków antykoncepcyjnych), że pigułka "daje stuprocentową ochronę przed ciążą [ale powoduje] pewne działania niepożądane, które należy rozpatrzyć". Każdy eksperyment był przez nią nadzorowany, a ona miała tę przewagę, że była blisko ludzi i spotykała ich osobiście w klinice. Dr Rice-Wray nigdy nie zaprzestała prób udoskonalenia pigułki antykoncepcyjnej.

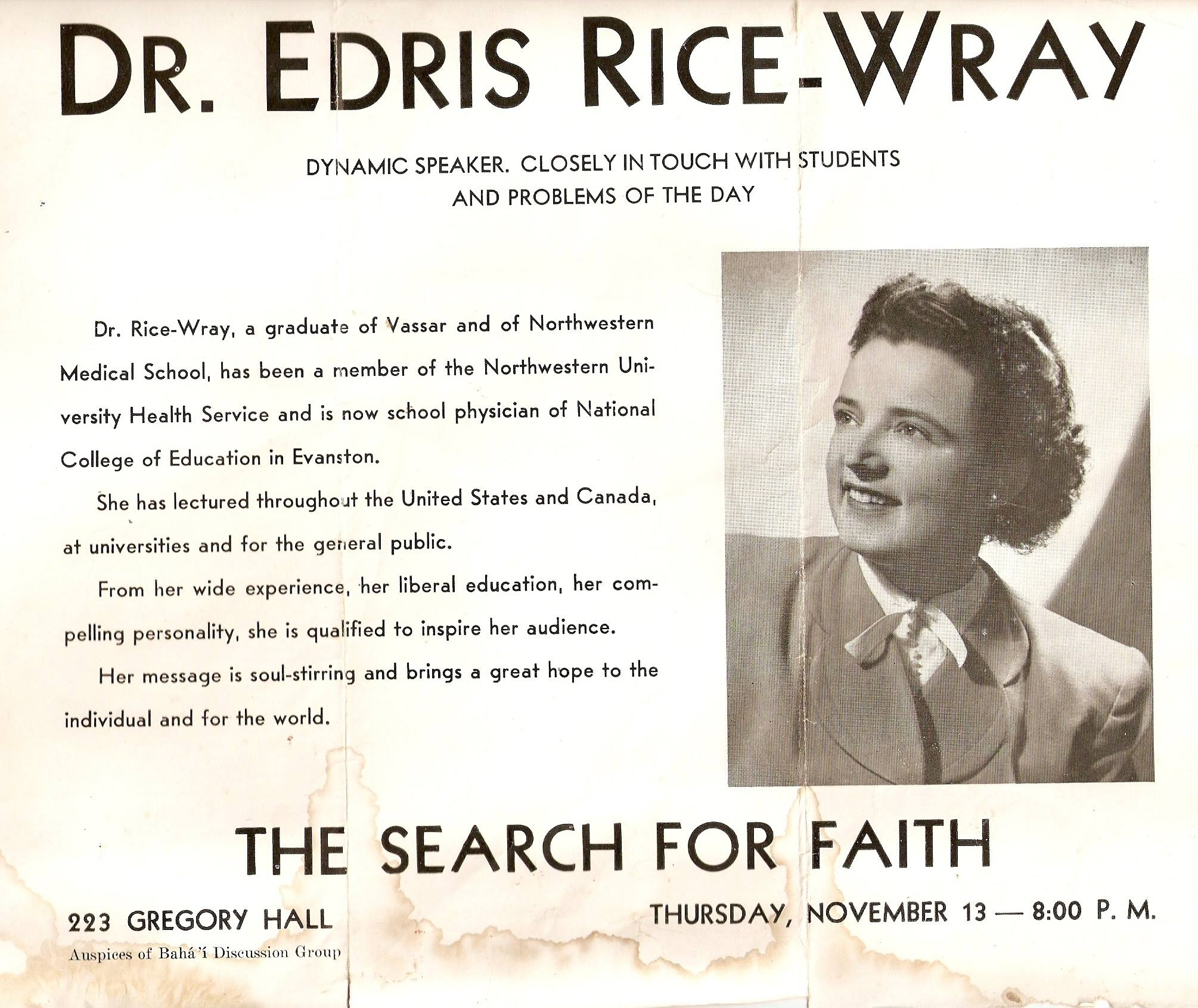
Vassar i Nothweastern dla dr Edris Rice-Wray

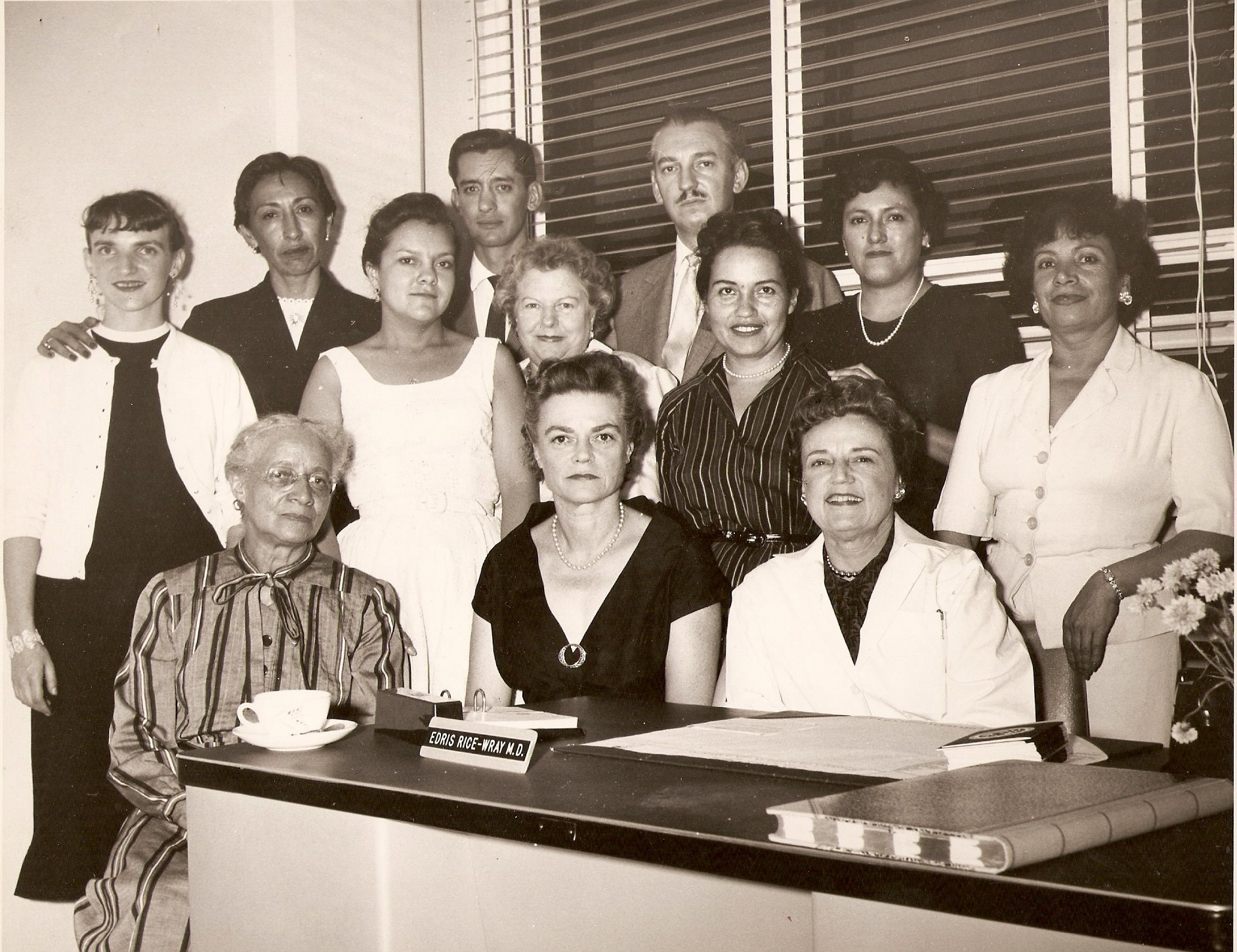
Dr Rice-Wray z jej grupą wsparcia

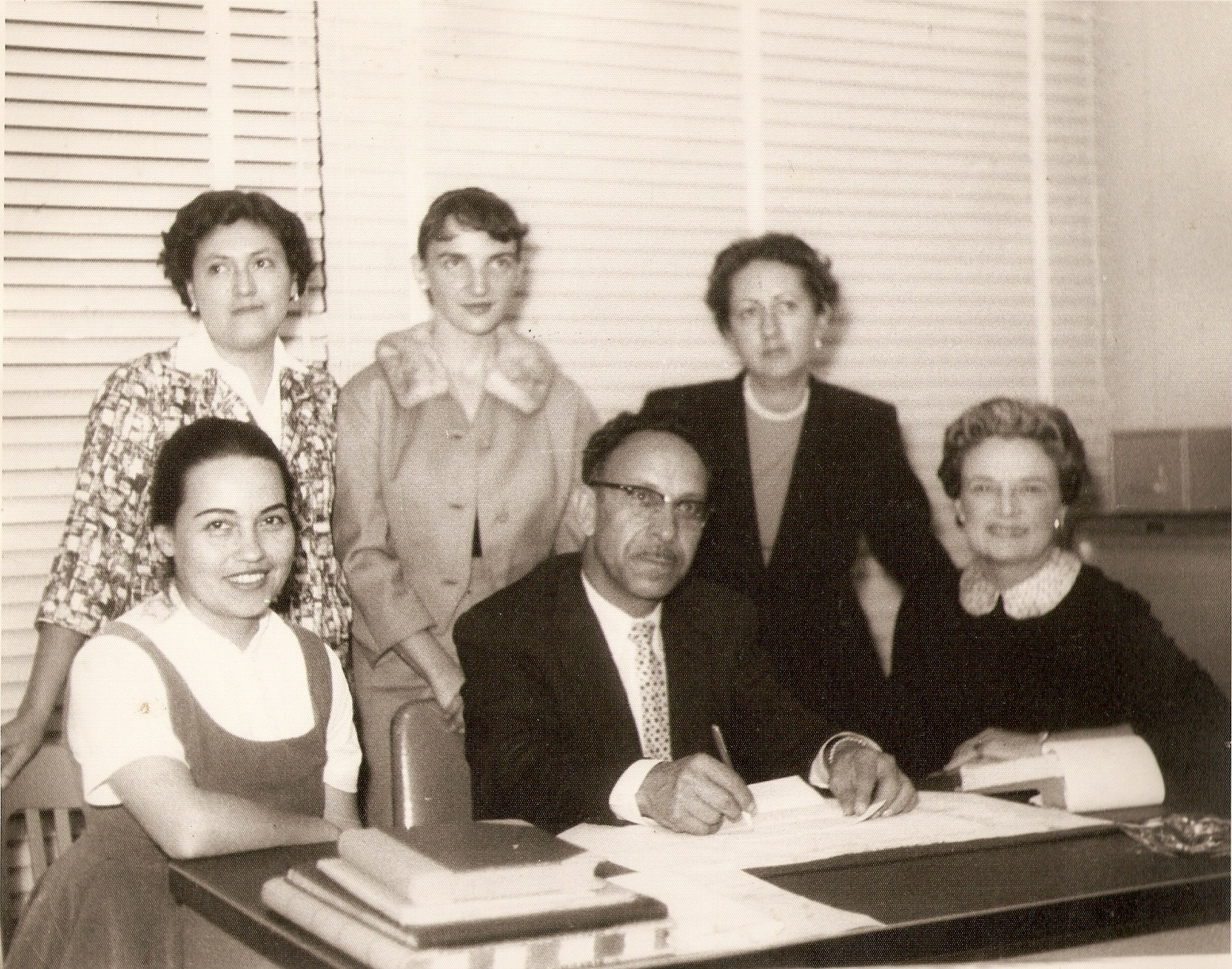
Stowarzyszenie Klinik Matczynych Prosalud

Opublikowano ponad 50 prac w oparciu o jej badania. Magazyn Life w 1970 roku zawierał artykuł "Doktor Edris Rice-Wray ważną kobietą dekady".
Otrzymała wiele nagród za swoją pracę w propagowaniu skuteczność i korzyści tabletki antykoncepcyjnej w Ameryce Łacińskiej. Jest laureatką Federacji Planned Parenthood i uzyskała nagrodę Margaret Sanger w 1978 roku. Działała w sektorze zdrowia publicznego, dlatego wygłosiła wiele mów na temat "wartości tabletki antykoncepcyjnej", "równości mężczyzny i kobiety", "stosowania metod antykoncepcji", "aborcji", "przeludnienia", "populacji w kolejnych latach", itp. W 1965 wystąpiła z Alanem Guttmacherem, prezesem kliniki planowania rodziny USA, dyskutując wzrost liczby ludności i popyt na usługi i produkty żywnościowe po roku 2000.
W latach 1970. przeniosła się do Puebla, w gminie Cholula, gdzie pracowała jako profesor UDLA (Uniwersytet Amerykańskiego Puebla) w zakresie ekologii, antropologii i studiów populacji. W dalszym ciągu prowadziła praktykę lekarską i rozpowszechniała wiedzę medyczną w San Pedro Cholula i San Andrés Cholula, Puebla, w tym tabletki antykoncepcyjne.
W ostatnich dniach jej życia mieszkała w Cholula, Puebla, Meksyk, i zmarła w swoim domu w San Andrés Cholula, w towarzystwie córki i wnuków.